# Nevin
Nevin significa "nova" en persa i s'utilitza com a nom de dona en turc. Persones amb el nom Nevin inclouen:
- Nevin Halıcı - xef i escriptora de gastronomia turca
- Nevin Nevlin - jugadora de bàsquet turca (d'origen americà)